# Vathia
Vathia (griechisch Βάθεια (f. sg.)) ist ein Dorf nahe der Südspitze der Halbinsel Mani auf dem Peloponnes. Verwaltungstechnisch gehört Vathia zum Gemeindebezirk Itylo der Gemeinde Anatoliki Mani in der griechischen Region Peloponnes.

## Lage

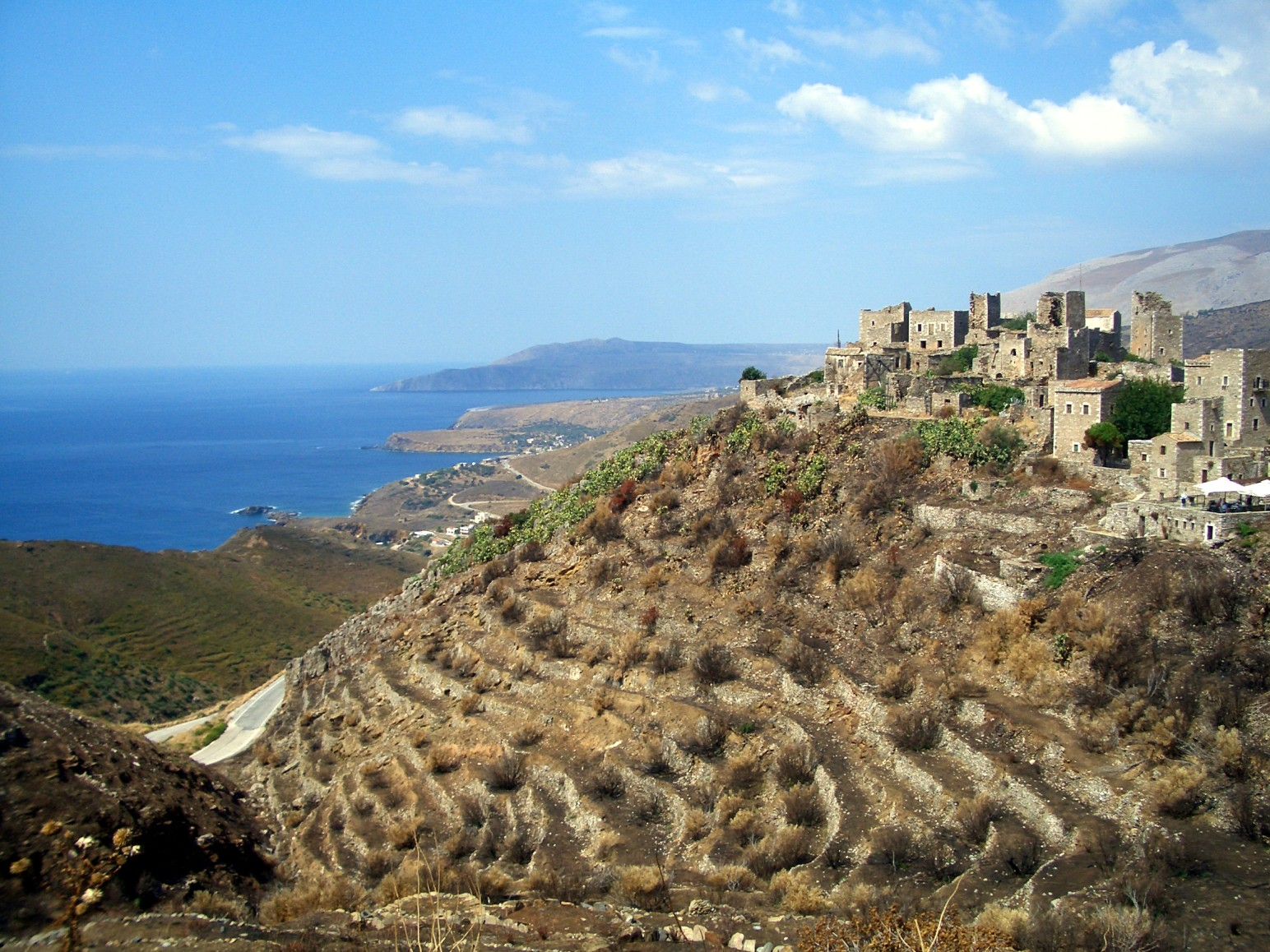
Vathia mit Blick auf den Messenischen Golf

Das Dorf Vathia liegt direkt an der Landstraße zwischen Areopoli und dem Kap Tenaro auf einem Hügel etwa 1,5 km vom Meer entfernt. Es bildet zusammen mit Kapi und Mianes die südlichste Ortsgemeinschaft im Gemeindebezirk Itylo, der sich auf 7,531 km² an der Westküste der Halbinsel Mani nördlich und südlich der Bucht von Marmari erstreckt. Die Bucht selbst zählt zur östlich angrenzenden Ortsgemeinschaft Lagia und teilt das Gebiet der Ortsgemeinschaft. Im Norden grenzen Alika und Tsikkalia an. Vathia und Kipi liegen nördlich der Bucht von Marmari, die Streusiedlung Mianes liegt südlich davon.

## Geschichte
Das ursprüngliche Vathia war in einer Schlucht nordöstlich des modernen Dorfes gelegen. Es wurde erstmals 1571 erwähnt und war von Piraten bewohnt. Im Jahr 1618 war es von 20 Familien bewohnt. Vom späten 18. Jahrhundert bis zum Beginn der Griechischen Revolution 1821 führte eine Familienfehde zu einem starken Einwohnerrückgang. Die heutige Bebauung geht auf die Zeit zwischen 1840 und dem Beginn des 20. Jahrhunderts zurück. Im frühen 20. Jahrhundert verlor der Ort an Bedeutung, so dass 1979 gerade noch elf Einwohner dort permanent wohnten.

## Ortsbild

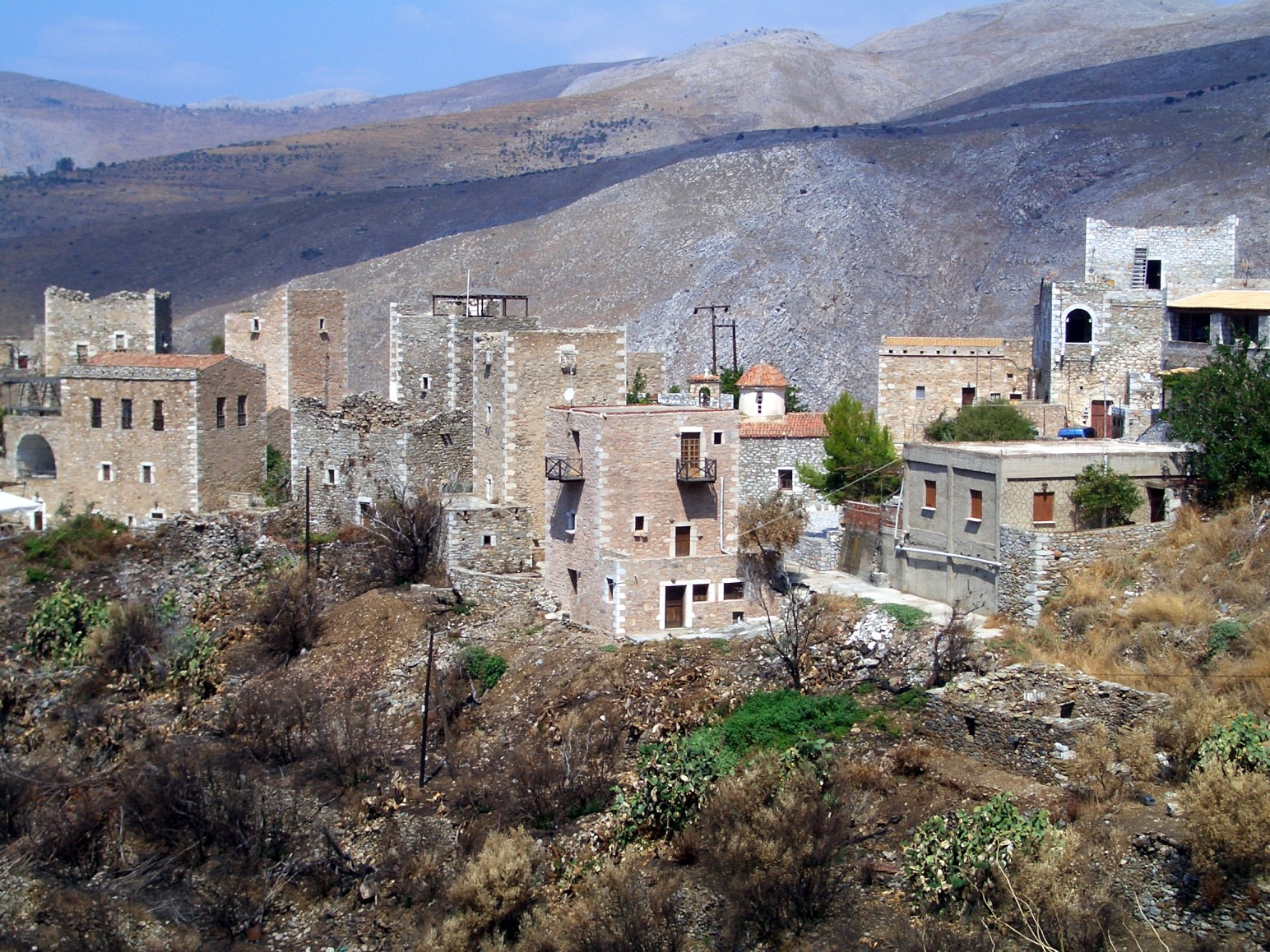
Wohntürme in Vathia, 2005

Der Ort Vathia besteht zumeist aus wenig bewohnten Wohntürmen, die sich festungsähnlich auf der Spitze eines Felsvorsprungs unweit des Messenischen Golfs konzentrieren. Einige Wohntürme werden als Ferienwohnungen genutzt. Die pittoreske Lage des Ortes bildet auch einen Anziehungspunkt für Touristen.
Aufgrund des besonderen architektonischen Wertes wurde das Dorf 1976 unter Denkmalschutz gestellt und von der Griechischen Zentrale für Fremdenverkehr (EOT) in das Programm zur Erhaltung und Entwicklung traditioneller Siedlungen unter der Leitung von Aris Konstantinidis aufgenommen. An ausgewählten Gebäude-Ensembles aus Wohntürmen, Ölmühlen und anderen Gebäuden wurden Erhaltungs- und Restaurierungsmaßnahmen durchgeführt, und sie wurden zu kleinen Hotels und Pensionen umgebaut.

## Gliederung
Die Landgemeinde Vathia (Κοινότητα Βάθειας Kinótita Váthias) wurde 1912 gegründet, die Orte Mianes 1940 und Kapi 1981 anerkannt und eingemeindet. Durch die Gemeindereform 1997 wurde Vathia mit weiteren 17 Landgemeinden zur Gemeinde Itylo zusammengeschlossen. Seit der Verwaltungsreform 2011 hat Vathia den Status einer Ortsgemeinschaft (Topiki Kinotita Τοπική Κοινότητα).
Einwohnerentwicklung von Vathia
| Name   | griechischer Name | Code       | 1920 | 1928 | 1940 | 1951 | 1961 | 1971 | 1981 | 1991 | 2001 | 2011 |
| ------ | ----------------- | ---------- | ---- | ---- | ---- | ---- | ---- | ---- | ---- | ---- | ---- | ---- |
| Vathia | Βάθεια (f. sg.)   | 4302030401 | 377  | 236  | 234  | 129  | 93   | 41   | 38   | 113  | 216  | 6    |
| Kapi   | Κάποι (m. sg.)    | 4302030402 |      |      |      |      |      |      | 22   | 45   | 84   | 23   |
| Mianes | Μιανές (f. pl.)   | 4302030403 |      |      | 55   | 45   | 24   |      |      | 13   | 7    | 4    |
| Gesamt | Gesamt            | 43020304   | 377  | 236  | 289  | 174  | 117  | 41   | 60   | 171  | 307  | 33   |